# زمین‌لرزه ۱۹۰۷ اندونزی
زمین‌لرزه اندونزی  در تاریخ ۴ ژانویه ۱۹۰۷ میلادی، برابر با ‎۱۳ دی ۱۲۸۵، ساعت ۵:۱۹:۱۲ به زمان یوتی‌سی در اندونزی رخ داد. ژرفای این زلزله ۵۰ کیلومتر بود. بزرگی آن ۷٫۵ در مقیاس Mw اعلام شده‌است. زمین‌لرزه به وقت محلی در روز جمعه، ساعت ۱۱ روی داده و منطقه زمانی آن یوتی‌سی +۶ بوده‌است .
سازمان زمین‌شناسی آمریکا نیز جای این زمین‌لرزه را در مختصات ۲°۰۰′شمالی ۹۴°۳۰′شرقی / ۲°شمالی ۹۴٫۵°شرقی و بزرگی آنرا برابر با ۷٫۶ در مقیاس ریشتر اعلام کرده‌است. ژرفای گزارش شده از سوی این سازمان ۵۰ کیلومتر می‌باشد.
سونامی نیز در این زلزله گزارش شده‌است.